# Pimpinella squamosa
Pimpinella squamosa là một loài thực vật có hoa trong họ Hoa tán. Loài này được Karjagin miêu tả khoa học đầu tiên.